# اتاق دبیران
اتاق دبیران (آلمانی: Das Lehrerzimmer) یک فیلم درام آلمانی محصول سال ۲۰۲۳ میلادی است که کارگردان آن ایلکر چاتاک است، او همچنین با همکاری یوهانس دانکر نویسنده این اثر است. این فیلم به‌عنوان نامزد آلمانی برای بهترین فیلم بلند بین‌المللی در نود و ششمین دوره جوایز اسکار انتخاب شد.

## طرح
کارلا نواک (لیونی بنش) یک معلم ایدئال گرا تلاش می‌کند تا مجموعه‌ای از سرقت‌ها را در مدرسه خود حل کند.

## بازیگران
- لیونی بنش - کارلا نواک
- میشائیل کلاما [de] - توماس لیبنوردا
- رافائل اشتاخوویاک [de] - میلوش دودک
- آنا کاترین گومژ [de] - دکتر بتینا بوهم
- اوا لوباو [de] - فریدریک کوهن